# Bodo Baumgarten
Bodo Wilhelm Gustav Baumgarten (* 25. November 1940 in Gotenhafen, Westpreußen; † 12. September 2022 in Hamburg), aufgewachsen in Schleswig-Holstein und Hamburg, war ein deutscher Maler und Grafiker und Professor an der HBK Saar in Saarbrücken. Charakteristisch für seine künstlerische Arbeit sind Scherenschnitte und Material-Collagen sowie raumgreifende Verspannungen aus Stoffgewebe.

## Biographie
Baumgarten hat von 1962 bis 1969 in Kiel und Hamburg freie Malerei studiert, anschließend an der Hochschule für bildende Künste Hamburg im Rahmen von Lehraufträgen unterrichtet. 1975 erhielt er den Förderpreis der Akademie der Künste Berlin, 1976 erhielt er für das Jahr 1977 ein Stipendium des Hamburger Lichtwark-Preises. 1979 quittierte er seine Lehrtätigkeit auf eigenen Wunsch, um sich künstlerisch weiterentwickeln zu können. 1981 übersiedelte er nach Köln, wo er seitdem sein Hauptatelier hatte. 1986 erhielt er ein Arbeitsstipendium der Stiftung Kunstfonds, Bonn. Von 1986 bis 1987 nahm er einen Lehrauftrag an der Kunstakademie Düsseldorf wahr. Ab 1989 war er Professor für freie Malerei an der neu gegründeten HBK Saar. Seine Nachfolgerin dort ist seit Herbst 2006 Gabriele Langendorf.
81-jährig verstarb Bodo Baumgarten in Hamburg und wurde auf dem Friedhof Ohlsdorf beigesetzt.